# Dracunculus (rundmaskar)
Dracunculus är ett släkte med parasiterande rundmaskar. Inom släktet finns bland annat arten guineamask (Dracunculus medinensis) som endast angriper människor.